# 230 PO 151 à 185 et 3201 à 3235
Les 230 PO 3201 à 3235 sont des locomotives de disposition Ten wheel utilisées sur le réseau du Paris-Orléans puis à la SNCF en tête trains de voyageurs. 
Construites de 1913 à 1914, elles sont quasi identiques avec les 230 PO 151 à 185, réalisées en 1911-1913 par transformation de 121 datant de 1871-1873 et 1877.

## Genèse

### Les 230 PO 151 à 185
La Compagnie du chemin de fer de Paris à Orléans avait de longue date une tradition de transformation de locomotives anciennes, à la fois pour des raisons pratiques (remettre une locomotive déjà amortie au goût du jour) mais aussi pour des raisons comptables (ne pas grever le budget de premier établissement en limitant l'achat de locomotives neuves). Certaines de ces locomotives transformées ne conservaient d'ailleurs qu'une infime fraction des composants d'origine (tender, matricule et quelques roues motrices) ; le P.O. n'était pas le seul réseau européen à user de cette pratique.
Parmi les locomotives « renouvelées » se trouvaient trente-cinq Ten wheel à roues de deux mètres numérotées entre 171 S et 257 S, puis 151 à 185, qui avaient été basées sur les 121 PO 171 à 264, elles-mêmes réalisées de 1874 à 1878 par transformation de locomotives de disposition 120 assemblées entre 1871 et 1873 ; la 185, ex-285 S étant une autre 121, datant de 1877, avait également été transformée de la sorte en 1911).
Ce modèle neuf introduisait une nouvelle chaudière et de nouveaux cylindres, les rendant aptes à la remorque de trains rapides plus légers que ceux confiés aux « Pacific P.O. » (3500 et 4500).
Par rapport aux Pacific et aux ten-wheel 4001 à 4084, de système compound, ce modèle revenait à la solution plus éprouvée de la simple expansion, combinée à la technologie de la surchauffe, ce qui donnait des locomotives plus simples à conduire ou entretenir et presque aussi efficientes que les compound sans surchauffe avec des pressions de chaudière élevées. Elles reflètent l'influence du modèle prussien de Robert Garbe, que l'ingénieur des Chemins de fer du Midi et du Canal Émile Herdner avait déjà appliquée.

## Mise au point
Recourant un principe de la surchauffe, la conception des 230 PO 3201 à 3235 a consisté à reprendre les nouveaux composants de leurs devancières (151 à 185) pour construire ex nihilo des locomotives neuves afin de compléter la série.
Les 20 premières ont été commandés à la société Fives-Lille tandis que les 15 dernières ont été directement réalisées par le PO dans ses ateliers[Où ?].
Les 70 exemplaires de ces ten-wheel à grandes roues donnant satisfaction, les ingénieurs du P.O. s'en sont grandement inspirés pour en dériver des locomotives à roues plus petites de 1,70 m capables de remorquer des trains omnibus et de marchandises. Il s'agit des 230 PO 4201 à 4370 qui seront produites de 1915 à 1922.

## Caractéristiques
Elles sont souvent confondues avec les 230 PO 4201 à 4370 ou considérées comme une variante de cette série plus notoire. En réalité, ce sont bien les « 3200 » qui sont apparues en premier.
Ces locomotives possèdent un foyer Belpaire à sommet carré, les cylindres attaquent le premier essieu accouplé. En dépit de leurs roues de fort grand diamètre (deux mètres), les ingénieurs ont choisi de se passer de couvre-roues, d'où un tablier très élevé, un important décrochement de la cabine et une face avant avec deux "marches" raides. Leurs grandes roues leur permettent de rouler à 120 km/h contre 100 pour les 4201-4370.
En dehors de leur numérotation, le tender permet aisément de distinguer les vraies 3200 de leurs devancières, qui avait conservé leurs tenders des années 1870. Le tablier des 3200 et de quelques 151-184 est en outre moins rectiligne, avec des angles arrondis sur la face avant.
Des écrans pare-fumée leur ont été ajoutés au cours de leur carrière,.

## Carrière
Prévues pour des services plus nobles que les 4201-4370, ces locomotives tracteront des trains de voyageurs constitués de voitures en bois à portières latérales (parfois en double traction) et seront régulièrement attelées à des trains de marchandises, bien que leurs grandes roues soient inadaptées.
En 1914, ces 70 locomotives sont réparties dans les dépôts d'Angers, Auray, Châteauroux, Nantes-Mauvres, Orléans, Paris-Chevaleret, Périgueux, Tours et Vierzon. En 1935, après la fusion entre PO et Midi, l'effectif est toujours au complet et se concentre sur les dépôts de Bordeaux-Bastide, Nantes et Tours.
En 1938, les lignes PO-Midi deviennent la région sud-ouest de la SNCF et celle-ci attribue 8 locomotives de la première série à la région ouest (3-230K 891-898) ; les autres sont numérotées 4-230F 101 à 135 et 151 à 185. Entre 1942 et 1945, 18 locomotives seront affectées sur l'ancienne région nord. En 1945, il reste 60 locomotives sur la région sud-ouest, 8 sur la région ouest et deux exemplaires sont perdus ou détruits.
La généralisation des voitures à voyageurs métalliques a entraîné une augmentation du poids des trains dépassant facilement leurs capacités, d'autant qu'elles étaient peu performantes en service omnibus. Dans les années 1950, la série disparaît au profit des 141R et des autorails ; les derniers exemplaires étant amortis en 1958.

## Descendance
Les futures 4-230 F ont servi d'inspiration pour les cent-soixante-dix 230 PO 4201 à 4370, des locomotives plus versatiles destinées à des trains moins rapides. Construites de 1915 à 1922, ces locomotives, futures 4-230 G, auront une longue carrière (jusqu'en 1970) et deux exemplaires ont été sauvegardés : les 230 G 352 et 353.
Aucune des 230 PO 3201 à 3235 ni des 230 151 à 184 n'a été préservée.